# Curtis Boyd
Curtis Boyd (* 9. Juni 1940 in New York City) ist ein US-amerikanischer Jazz-Schlagzeuger. Er wurde insbesondere durch seine Mitwirkung in Billy Taylors Band in den 1980er-Jahren bekannt. Des Weiteren war er an Aufnahmen von Chris Woods, Carmen McRae, Oscar Brown, Jr. und Harold Ousley beteiligt. In späteren Jahren trat er regelmäßig als Begleitmusiker Freddy Coles auf.